# Liste de coups militaires en Espagne
Cet article dresse une liste de coups militaires survenus dans l’histoire contemporaine de l’Espagne — coups d’État, pronunciamientos, soulèvements militaires ou autres interventions prétoriennes notables, réussis ou échoués —.
Depuis le début du XIXe siècle et jusqu’à la fin du XXe siècle, et à l’exception des premières décennies de la Restauration bourbonienne, la vie politique espagnole a été rythmée par plusieurs centaines d'interventions illégales de l’Armée, notamment des pronunciamientos.
Au XIXe siècle, on peut distinguer schématiquement trois grandes étapes dans les pratiques interventionnistes de l'Armée, liées de près au contexte social et historique : une première phase (1814-1840) où le conflit se joue entre absolutistes et libéraux, une deuxième (1840-1868) qui voit l'opposition entre conservatisme et progressisme, et une dernière opposant républicains à monarchistes jusqu'en 1898.
Sur fond blanc, les coups qui ont réussi. Sur fond vert, les tentatives qui ont échoué. Voir les notes pour des détails.

## 1814-1833: Règne de Ferdinand VII

### Sexenioabsolutiste (1814-1820)
| Date                                | Nom ou description             | Lieu(x)                               | Meneur(s)                                           | Idéologie               | Cible(s)                                              | Type                                     | Notes |
| ----------------------------------- | ------------------------------ | ------------------------------------- | --------------------------------------------------- | ----------------------- | ----------------------------------------------------- | ---------------------------------------- | --- |
| avril 1814-mai 1814                 | Pronunciamiento d'Elío         | Valence                               | Général Francisco Javier de Elío Ferdinand VII      | Absolutisme             | Constitution de Cadix                                 | Coup d’État ou Pronunciamiento (débattu) | Restaure la monarchie absolue de Ferdinand VII à la fin de la guerre d'indépendance espagnole. |
| 25 septembre 1814-26 septembre 1814 | Pronunciamiento d'Espoz y Mina | Pampelune                             | Général Francisco Espoz y Mina                      | Libéralisme (incertain) | Citadelle de Pampelune (en) Ferdinand VII (incertain) | Pronunciamiento                          | soulèvement « mystérieux » et peu étudié. Il cherche à prendre Pampelune ; ses motivations finales sont mal établies.                                                                                     |
| 17 septembre 1815-18 septembre 1815 | Pronunciamiento de Porlier     | La Corogne                            | Général Juan Díaz Porlier                           | Libéralisme             | Ferdinand VII                                         | Pronunciamiento                          | Soulèvement libéral,. |
| 21 février 1816                     | Conspiration du Triangle       | Madrid                                | Militaires et civils, dont de nombreux franc-maçons | Libéralisme             | Ferdinand VII                                         | Coup d’État                              | Tentative de séquestration ou d’assassinat de Ferdinand VII |
| 4 avril 1817                        | Pronunciamiento de Caldetas    | Caldes d'Estrac, Tarragone, Barcelone | Général Luis Lacy y Gautier et d'autres             | Libéralisme             | Ferdinand VII                                         | Pronunciamiento                          | , |
| 1819                                | Pronunciamiento de Vidal       | Valence                               | Colonel Joaquín Vidal                               | Libéralisme             | Ferdinand VII                                         | Pronunciamiento                          | Conspiration maçonnique,. |
| 1er janvier 1820                    | Pronunciamiento de Riego       | Las Cabezas de San Juan (Séville)     | Lieutenant-colonel Rafael del Riego                 | Libéralisme             | Ferdinand VII                                         | Pronunciamiento                          | Pronunciamiento paradigmatique (à l’origine du terme), amorce les mouvements insurrectionnels de 1820-1821 ; Ferdinand VII nomme un gouvernement libéral en mars, marquant le début du Triennat libéral,. |

### Triennat libéral (1820-1823)
Plus de 100 soulèvements militaires ont lieu au cours du Triennat libéral, qui répondent schématiquement à l’affrontement entre trois tendances : libéraux, absolutistes (ou royalistes) et les intrigues courtisanes.
| Date            | Nom ou description                               | Lieu(x)               | Meneur(s)                   | Idéologie                | Cible(s)              | Type                           | Notes |
| --------------- | ------------------------------------------------ | --------------------- | --------------------------- | ------------------------ | --------------------- | ------------------------------ | --- |
| 24 février 1820 | plan d’Iguala                                    | Iguala (Mexique)      | Général Agustín de Iturbide | Indépendantisme          | Royaume d'Espagne     | Déclaration d'indépendance     | Proclame l'indépendance du Mexique.                                                                                         |
| 10 août 1820    | Débarquement de San Martín (es)                  | Proximité de Lima     | Général José de San Martín  | Indépendantisme          | Royaume d'Espagne     | Expédition militaire           | Amorce le processus d’indépendance péruvien par le général José de San Martín (déclaration d’indépendance le 20 septembre). |
| 7 juillet 1822  | Coup d'État (ou pronunciamiento) de juillet 1822 | Madrid (palais royal) | Ferdinand VII Garde royale  | Absolutiste et courtisan | Constitution libérale | Coup d’État ou pronunciamiento | Dégénère en combats de rue. Restauration de l’absolutisme.                                                                  |

### Décennie abominable (1823-1833)
Dans les jours suivants le pronunciamiento échoué de Manzanares, le 21 février 1831,  La Gaceta de Madrid annonçait « la fin des tentatives révolutionnaires dans la Péninsule », avec un bilan de « 15 expéditions faites par différents points et différents chefs depuis l'année [18]24 ».
| Date                                                         | Nom ou description                    | Lieu(x)                         | Meneur(s)                                | Idéologie   | Cible(s)      | Type                         | Notes |
| ------------------------------------------------------------ | ------------------------------------- | ------------------------------- | ---------------------------------------- | ----------- | ------------- | ---------------------------- | --- |
| 3 août 1824                                                  | pronunciamiento de Valdés Arriola     | Tarifa                          | Colonel Francisco Valdés Arriola (es)    | Libéralisme | Ferdinand VII | Pronunciamiento Débarquement | Depuis Gibraltar, Valdés débarqua à Tarifa et maintint entre le 3 et le 19 août mais échoua à étendre le soulèvement libéral  |
| 1826                                                         | pronunciamiento de Fernández Bazán    | Guardamar del Segura (Alicante) | Colonel Antonio Fernández Bazán (es)     | Libéralisme | Ferdinand VII | Pronunciamiento Débarquement | , |
| 1er avril 1827                                               | Pronunciamiento de Narcís Abrés       | Proximités de Gérone            | Narcís Abrés                             | Carliste    | Ferdinand VII | Pronunciamiento              | [ 22 ] |
| 18 octobre 1830 ou du 20 octobre 1830 au 24 octobre 1830 (?) | Second pronunciamiento d'Espoz y Mina | Bera (Navarre)                  | Général Francisco Espoz y Mina           | Libéralisme | Ferdinand VII | Pronunciamiento              | , |
| octobre 1830                                                 | ?                                     | Algésiras                       | Général José María de Torrijos y Uriarte | Libéralisme | Ferdinand VII | Pronunciamiento              | , |
| janvier 1831                                                 | Pronunciamiento de Torrijos (es)      | Coín (Malaga)                   | Général José María de Torrijos y Uriarte | Libéralisme | Ferdinand VII | Pronunciamiento              | Expédition maritime lancée depuis Gibraltar, prétend prétendre Madrid mais les insurgés sont capturés sur la côte malaguègne, |
| 21 février 1831                                              | Pronunciamiento de Manzanares         | Los Barrios (Cadix)             | Général Salvador Manzanares (es)         | Libéralisme | Ferdinand VII | Pronunciamiento              | Prise de Los Barrios qui ne prospéra pas                                                                                      |

## 1833-1868: Règne d’Isabelle II
| Date                          | Nom ou description                                                                       | Lieu(x)                                              | Meneur(s)                                                                      | Idéologie                 | Cible(s)                                      | Type                     | Notes |
| ----------------------------- | ---------------------------------------------------------------------------------------- | ---------------------------------------------------- | ------------------------------------------------------------------------------ | ------------------------- | --------------------------------------------- | ------------------------ | --- |
| 2 octobre 1833                | Début de la première guerre carliste                                                     |                                                      | Charles de Bourbon (1788-1855)                                                 | Carlisme                  | Isabelle II                                   |                          | Fait suite à la publication du Manifeste d'Abrantes par Charles de Bourbon (1788-1855) ; la guerre se termine le 6 juillet 1840,. |
| 18 janvier 1835               | Pronunciamiento de Cardero                                                               | Madrid                                               | lieutenant Cayetano Cordero                                                    | Libéralisme               | Gouvernement de Francisco Martínez de la Rosa | Pronunciamiento          | D’abord une mutinerie, dégénère en affrontements armés ; premier pronunciamiento mené par un officier au grade inférieur à colonel. |
| août 1835                     | Vague de pronunciamientos progressistes dans le sud                                      | Sud de l'Espagne                                     |                                                                                | Libéralisme progressiste  | Gouvernement de Francisco Martínez de la Rosa | Pronunciamiento          | [ 23 ] |
| 12 août 1836                  | Mutinerie de la Granja de San Ildefonse                                                  | palais royal de La Granja de San Ildefonso (Ségovie) | Un groupe de sergents                                                          | Libéralisme               | Absolutisme (Statut royal de 1834)            | Pronunciamiento          | Mutinerie courtisane qui provoque la restauration de la Constitution de Cadix,. |
| 1838                          | ?                                                                                        | ?                                                    | ?                                                                              | Absolutisme               |                                               | Pronunciamiento          | Soulèvement contre le capitaine général d’Andalousie ; les généraux Narváez et Fernández de Córdova sont condamnés mais n’en sont pas les instigateurs,. |
| 1er septembre 1840            | Révolution de 1840                                                                       |                                                      |                                                                                | Libéralisme progressiste  |                                               |                          | Le 1er septembre 1840 le général progressiste Baldomero Espartero est nommé chef du gouvernement. |
| 2 octobre 1841-7 octobre 1841 | Pronunciamiento de 1841                                                                  |                                                      | Généraux O'Donnell, de la Concha, lieutenant-général Diego de León et d’autres | Libéralisme modéré        | Régence d'Espartero                           | Pronunciamiento          | À son issue, Diego de León est fusillé,. |
| 20 juin 1842                  | ?                                                                                        |                                                      |                                                                                | Libéralisme progressiste  |                                               |                          | Le général José Ramón Rodil y Campillo devient président du Conseil des Ministres. |
| 4 mai 1843                    | ?                                                                                        |                                                      | Généraux Prim, Narváez et Serrano                                              | Libéralisme modéré        | Gouvernement de González Bravo                | Pronunciamiento          | Pronunciamientos simultanés de Prim, Narváez et Serrano ; le général Narváez est nommé premier ministre en remplacement d’Espartero,. |
| janvier 1844-mars 1844        | ?                                                                                        | Alicante, Valence et Carthagène                      | ?                                                                              | ?                         | ?                                             | Pronunciamiento          | Pronunciamientos centralistes à Alicante, Valence et Carthagène. |
| novembre 1844                 | Pronunciamiento de Zurbano                                                               | Haro (La Rioja)                                      | Général Zurbano                                                                | Libéralisme progressiste  | Gouvernement de Narváez                       | Pronunciamiento          | ,. |
| 1845                          | ?                                                                                        | Madrid, Barcelone                                    | Général Prim                                                                   | Libéralisme progressiste  | Gouvernement de Narváez                       | Pronunciamiento          | Pronunciamientos simultanés à Madrid et Barcelone |
| 2 avril 1846                  | pronunciamiento de Lugo (es)                                                             | Lugo                                                 | Colonel Colís (es)                                                             | Libéralisme progressiste  | Gouvernement de Narváez                       | Pronunciamiento          | , |
| 12 septembre 1846             | Proclamation de Charles de Bourbon (1818-1861), soulèvements carlistes                   | Catalogne                                            | Général Tristany, capitaine Galcerán et (?) Pitxot                             | Carlisme, antilibéralisme | Reine Isabelle II                             |                          | Début de la deuxième guerre carliste. |
| 4 octobre 1847                | ?                                                                                        |                                                      |                                                                                | Libéralisme modéré        |                                               |                          | Retour du général Narváez à la tête du gouvernement |
| 1848 (début d’année)          | ?                                                                                        | Espagne                                              |                                                                                | Libéralisme progressiste  | Gouvernement du général Narváez               | Insurrection             | Multiples révoltes dans tout le pays, avec une base populaire mais avec une participation militaire |
| 1er mars 1848                 | ?                                                                                        | Madrid                                               |                                                                                | Libéralisme modéré        |                                               |                          | Les Cortes octroient des pouvoirs exceptionnels au général Narváez |
| 7 mai 1848                    | mutinerie du régiment España (es) (Révolution de 1848)                                   | Madrid                                               |                                                                                | Libéralisme progressiste  | Gouvernement du général Narváez               | ?                        | [ 38 ] |
| 28 juin 1854                  | Pronunciamiento de Vicálvaro (Vicalvarada)                                               | Madrid (Vicálvaro)                                   | Généraux Dulce et O'Donnell                                                    | Libéralisme progressiste  | Gouvernement modéré de Sartorius              | Pronunciamiento          | Premier pronunciamiento incluant une claire conjonction d’éléments civils et militaires ; débouche sur la révolution de 1854, |
| 29 juillet 1854               | Prise de Madrid par Espartero et O'Donnell                                               | Madrid                                               |                                                                                | Libéralisme progressiste  | Gouvernement modéré de Saavedra               |                          | Débouche sur un gouvernement progressiste présidé par le général Espartero (fin de la Décennie modérée et début du Triennat libéral) |
| 1855-1856                     | Soulèvement carliste de 1855 (es)                                                        | Principalement en Catalogne                          |                                                                                | Carlisme                  |                                               |                          | |
| 13 juillet 1856               | Le général O'Donnell succède à Espartero à la présidence du gouvernement                 | Madrid                                               |                                                                                | Libéralisme progressiste  |                                               |                          | [ 42 ] |
| 1er avril 1860                | Pronunciamiento d’Ortega ou Ortegada                                                     | Sant Carles de la Ràpita (Tarragone)                 | Général Ortega (capitaine général des Baléares)                                | Carlisme, antilibéralisme | Isabelle II                                   | Pronunciamiento          | Ortega est fusillé mais les autres conspirateurs sont amnistiés, |
| 10 avril 1865                 | Nuit de la Saint-Daniel                                                                  | Madrid (Université centrale)                         | Étudiants de l'Université centrale                                             | Libéralisme progressiste  | Gouvernement de Narváez                       | Protestations étudiantes | Protestations étudiantes contre la destitution de Castelar ; « première agitation étudiante efficace », sévèrement réprimée par la Garde civile et l'Armée ; débouche sur la nomination du général O'Donnell de l'Union libérale (modéré anti-absolutiste) à la tête du gouvernement |
| juin 1865                     | Pronunciamiento de Prim                                                                  | ?                                                    | Général Prim                                                                   | Libéralisme progressiste  | Gouvernement O'Donnell                        | Pronunciamiento          | Soulèvement progressiste |
| 3 janvier 1866                | Pronunciamiento de Villarejo de Salvanés                                                 | Villarejo de Salvanés (Madrid)                       | Général Prim                                                                   | Libéralisme progressiste  | Isabelle II                                   | Pronunciamiento          | [ 43 ] |
| 22 juin 1866                  | Soulèvement de la caserne de San Gil                                                     | Madrid                                               | Capitaine Baltasar Hidalgo de Quintana (es)                                    | Libéralisme progressiste  | Isabelle II                                   | Pronunciamiento          | Échoue et dégénère sur des affrontements armés, |
| 10 juillet 1866               | Le général Narváez succède au général O'Donnell à la présidence du Conseil des Ministres | Madrid                                               |                                                                                | Libéralisme modéré        |                                               |                          | [ 48 ] |
| septembre 1868                | Pronunciamiento de Topete                                                                | Cadix                                                | Amiral Topete                                                                  | Libéralisme progressiste  | Isabelle II                                   | Pronunciamiento          | Détrône Isabelle II et débouche sur le Sexenio Democrático, |

## 1868-1875: Sexenio Democrático
| Date             | Nom ou description                                                 | Lieu(x)                      | Meneur(s)                             | Idéologie                  | Cible(s)                      | Type                                   | Notes |
| ---------------- | ------------------------------------------------------------------ | ---------------------------- | ------------------------------------- | -------------------------- | ----------------------------- | -------------------------------------- | --- |
| 27 décembre 1868 | Assassinat du général Prim                                         | Madrid                       |                                       | Conservatisme              | Juan Prim                     | Attentat                               | assassinat du général Prim, peut-être commandité par le général Serrano et Antoine d'Orléans[source insuffisante]                                           |
| avril 1872       | début de la troisième guerre carliste                              |                              |                                       |                            |                               |                                        | |
| 1873             | Révolution cantonale                                               |                              |                                       | Fédéralisme Républicanisme | Gouvernement de la République | Vague d'insurrections révolutionnaires | Conjonction de multiples insurrections révolutionnaires locales, parfois lancées par des mutineries ou pronunciamientos                                     |
| 3 janvier 1874   | Coup d'État de Pavía                                               | Madrid (Congrès des députés) | Général Manuel Pavía                  | Centralisme                | Congrès des députés           | Coup d'État ou pronunciamiento         | Attaque contre la République fédérale et les Cortes, restaure la Constitution de 1869, Francisco Serrano devient président d’une République sans Parlement, |
| 29 décembre 1874 | Pronunciamiento de Martínez Campos (ou pronunciamiento de Sagonte) | Sagonte (Valence)            | Général Arsenio Martínez Campos Antón | Monarchisme                | République                    | Pronunciamiento                        | Restaure la monarchie en proclament Alphonse XII (début de la Restauration bourbonienne),                                                                   |

## 1875-1923: Restauration bourbonienne
Le régime de la Restauration se démarque par sa tenue à l'écart des interventions militaires dans le pouvoir civil jusqu'au début du XXe siècle. C’est la fin de l'ère des pronunciamientos (les pronunciamientos républicains des première années du régime rencontrent peu de soutien et ont un impact très limité).
L’Armée devient un des principaux outils de répression des troubles sociaux par l’État, et une mentalité antimilitariste se développe chez les classes populaires — anarcho-syndicalisme et socialisme —.
La défaite de cuisante de l’armée espagnole lors de la guerre hispano-américaine marque un point d’inflexion. Les militaires sont tenus pour responsables du « désastre de 1898 » dans l'opinion, accentuant les tendances antimilitaristes. Dans un environnement qui leur est désormais hostile, les militaires deviennent plus réactionnaires, adoptent une attitude défensive et s’érigent en garant de l’honneur de la patrie à laquelle ils s'identifient,.
Lors du règne d’Alphonse XIII qui s’ouvre en 1902, l’Armée — souvent avec le soutien du monarque — acquiert un nouveau protagonisme dans la vie politique du pays, avec des interventions animées par des revendications corporatistes et les conflits croissants avec la société civile. Après l'épisode des Juntes de Défense, « Les forces armées atteignent […] en théorie comme en pratique, le statut d’un État dans l'État ». La Constitution de 1876 est suspendue en 1923 à la suite d’un coup militaire.

### Règne d’Alphone XII et régence de Marie-Christine (1875-1902)
| Date            | Nom ou description            | Lieu(x)  | Meneur(s)                                   | Idéologie      | Cible(s)               | Type               | Notes                                                                    |
| --------------- | ----------------------------- | -------- | ------------------------------------------- | -------------- | ---------------------- | ------------------ | ------------------------------------------------------------------------ |
| 1883            | pronunciamiento d'Asensio     | Badajoz  | lieutenant-colonel franc-maçon Asensio Vega | Républicanisme | Monarchie bourbonienne | Pronunciamiento    | ,                                                                        |
| 1884            | pronunciamiento de Ferrándiz  |          | Commandant Ferrándiz                        | Républicanisme | Monarchie bourbonienne | Pronunciamiento    | soulèvement de portée réduite                                            |
| 1885            | pronunciamiento de Casero     |          |                                             | Républicanisme | Monarchie bourbonienne | Pronunciamiento    | soulèvement de portée réduite, peut-être commandité par Ruiz Zorrilla    |
| 1886            | pronunciamiento de Villacampa |          | Général Villacampa del Castillo (es)        | Républicanisme | Monarchie bourbonienne | Pronunciamiento    | soulèvement de portée réduite,                                           |
| 28 octobre 1900 | Octubrada                     | Badalone | « Charles VII »                             | carlisme       | Monarchie bourbonienne | Insurrection armée | Soulèvement visant à renverser le régime, avec un épicentre en Catalogne |

### Période constitutionnelle du règne d’Alphone XIII (1902-1923)
| Date                                | Nom ou description                             | Lieu(x)   | Meneur(s)                                                | Idéologie                               | Cible(s)                                              | Type                                      | Notes |
| ----------------------------------- | ---------------------------------------------- | --------- | -------------------------------------------------------- | --------------------------------------- | ----------------------------------------------------- | ----------------------------------------- | --- |
| 25 novembre 1905-26 novembre 1905   | Incidents du ¡Cu-Cut!                          | Barcelone |                                                          | Anticatalanisme Militarisme             | Presse catalaniste                                    |                                           | Un groupe d’officiers en uniforme mettent à sac et incendient les locaux de deux revues catalanistes — ¡Cu-Cut! et La Veu de Catalunya —,. |
| 1906                                | Approbation de la Ley de Jurisdicciones        |           |                                                          |                                         |                                                       |                                           | Le Code de justice militaire est modifié de sorte que les offenses orales ou écrites contre les symboles nationaux ou l'Armée passent sous juridiction militaire (loi dérogée en 1931),                                                         |
| 1er juin 1917                       | Publication du manifeste des Juntes de défense | Barcelone | Colonel Benito Márquez                                   | Militarisme Régénérationisme            | Gouvernement espagnol                                 | [ 63 ]                                    | |
| 13 septembre 1923-15 septembre 1923 | Coup d'État de Primo de Rivera                 | Barcelone | Général Primo de Rivera (capitaine général de Catalogne) | Conservatisme Militarisme Autoritarisme | Régime parlementaire de la Restauration, gouvernement | Coup d'État ou pronunciamiento (débattu), | Met fin à près de 50 ans de monarchie constitutionnelle, avec l’assentiment du roi — qui ignore les sollicitations du gouvernement — et des militaires africanistes, et peu de réactions populaire ; début de la dictature de Primo de Rivera,. |

## 1923-1931: Dictatures de Primo de Rivera et de Berenguer
| Date             | Nom ou description                                                                                          | Lieu(x)                    | Meneur(s)                                                  | Idéologie      | Cible(s)                                        | Type                           | Notes |
| ---------------- | --- | -------------------------- | ---------------------------------------------------------- | -------------- | ----------------------------------------------- | ------------------------------ | --- |
| 24 juin 1926     | Sanjuanada                                                                                                  | Multiples[réf. nécessaire] | Général Francisco Aguilera Egea                            | Libéralisme    | Dictature de Primo de Rivera (Directoire civil) | Pronunciamiento                | Soulèvement libéral dans le style du pronunciamiento classique du XIXe siècle,                                                                                         |
| 19 janvier 1929  | Tentative de coup d’État de 1929                                                                            | Valence                    | Généraux Weyler et Aguilera                                | Libéralisme    | Dictature de Primo de Rivera (Directoire civil) | Coup d’État ou pronunciamiento | Complot massif ourdi de longue date à l’instigation du libéral José Sánchez Guerra, avec le soutien des généraux Weyler et Aguilera, afin de rétablir la Constitution, |
| 30 janvier 1930  | Début de la dictature du général Berenguer                                                                  |                            |                                                            |                |                                                 |                                | , |
| 12 décembre 1930 | Soulèvement de Jaca                                                                                         | Jaca (Huesca)              | Capitaines Galán et García Hernández                       | Républicanisme | Roi Alphonse XII, régime de la Restauration     | Pronunciamiento                | Soulèvement républicain ; ses deux principaux instigateurs sont fusillés et deviendront des martyrs de la République,                                                  |
| 15 décembre 1930 | Soulèvement de l'aérodrome de Cuatro Vientos et tentative de soulèvement de quelques autres unités à Madrid | Madrid                     | Général Gonzalo Queipo de Llano et commandant Ramón Franco | Républicanisme | Roi Alphonse XII, régime de la Restauration     | Pronunciamiento                | En réaction à la répression du soulèvement de Jaca, |

Le 18 février 1931, l’amiral Juan Bautista Aznar est nommé chef du gouvernement. Des élections municipales sont organisées en avril 1931, à l’issue desquelles le roi fuit le pays et la Seconde République est proclamée. Il s'agit des seules élections dans l’histoire de l’Espagne à avoir provoqué un changement de régime.

## 1931-1939: Seconde République espagnole et guerre civile
Durant la République, le maintien de l’ordre public est en grande partie confié à la Garde civile.
À partir de mars 1936, un projet de coup d'État exclusivement carliste surnommé plan de los Tres Frentes (en) (« Plan aux trois fronts ») et mené par les Requetés est préparé, mais finalement peu à peu abandonné.
| Date                            | Nom ou description | Lieu(x)                         | Meneur(s)                         | Idéologie     | Cible(s)           | Type         | Notes |  |
| ------------------------------- | --- | ------------------------------- | --------------------------------- | ------------- | ------------------ | ------------ | --- |  |
| 10 août 1932                    | Sanjurjada | Madrid et Séville               | José Sanjurjo                     | Conservatisme | Gouvernement Azaña | Coup d'État  | Tentative d’incliner la politique de la République dans un sens plus conservateur,                                                                                               |  |
| 8 mars 1936                     | Première réunion à Madrid de la junte des généraux pour ourdir une conspiration contre la République                                      | Madrid                          |                                   | Autoritarisme |                    | Conspiration | |  |
| 25 avril 1936                   | Le général Mola transmet des instructions aux conspirateurs sur la marche à tenir dans la conspiration « nationaliste »                   |                                 |                                   | Autoritarisme |                    | Conspiration | |  |
| 13 juillet 1936                 | Assassinat de José Calvo Sotelo par des gardes d’assaut et des membres des milices socialistes, menés par un capitaine de la Garde civile |                                 | Républicanisme                    |               |                    | Assassinat   | |  |
| 17 juillet 1936-18 juillet 1936 | Coup d’État de 1936 | Protectorat espagnol du Maroc   | Généraux Mola, Sanjurjo et Franco | Autoritarisme | Seconde République | Coup d'État  | Soulèvement « contre-révolutionnaire » opposé à la République à l’instigation des généraux Mola et Sanjurjo, dont l'échec partiel marque le début de la guerre civile espagnole, |  |
| 5 mars 1936-12 mars 1936        | Coup d’État de Casado (es) | Madrid, Ciudad Real, Carthagène | Colonel Casado                    | Autoritarisme | Seconde République | Coup d'État  | |  |
| 1er avril 1939                  | Fin de la guerre civile |                                 | Général Franco                    | Autoritarisme | Seconde République |              | Début de la dictature franquiste |  |

## 1939-1975: Régime franquiste
Le régime franquiste fut tout entier dirigé en grande partie par le corps militaire et donna toujours l’« apparence […] d’une totale syntonie entre Franco et les militaires », ce qui fut vrai pour la grande majorité d'entre eux, bien qu’il eût des conflits et des désaccords au sein des différentes factions complices du pouvoir.
- 16 août 1942 : Attentat de Begoña[82] ;
- 31 août-1er septembre 1974 : À Barcelone, fondation de l’Union militaire démocratique (UMD) dans la clandestinité[84] ;
- 29 juillet 1975 : Arrestation de 9 membres de l'UMD, accusés de fomenter un coup d'État (fait contesté par les historiens), condamnés le 10 mars 1976[85].

## 1978-1985: Transition et premières années de la démocratie
- 11 novembre 1978 : Opération Galaxia, réunion de militaires qui préparent un coup d’État contre la démocratie, dont les principaux instigateurs sont le colonel Tejero et le capitaine Ricardo Sáenz de Ynestrillas. Ils sont interpelés le 17 du même mois et jugés le 8 mai 1980 par un conseil de guerre[86] ;
- Mai 1980 (et mois suivants) : Opération De Gaulle, qui prétend instaurer un gouvernement militaire présidé par le général Alfonso Armada[87] ;
- 23 février 1981 : Tentative de coup d'État de 1981 en Espagne, antidémocratique, prise d’assaut du Congrès des députés par le colonel Tejero, soutenue par les généraux Milans del Bosch et Armada[88] ;
- 27 octobre 1982 : Tentative de coup d'État du 27 octobre 1982 (es)[89] ;
- 2 juin 1985 : Tentative de coup d'État du 2 juin 1985 (es) à La Corogne[90].